# Rytuał Piotrkowski
Rytuał Piotrkowski, właściwie Rituale Sacramentorum ac aliarum Ecclesiae Caeremoniarum (łac.) – polska adaptacja łacińskiego Rituale Romanum z roku 1614, wydana z polecenia Gnieźnieńskiego Synodu Prowincjonalnego, który obradował w Piotrkowie w 1621 roku. Powagi tej księdze dodaje fakt, że konstytucje owego synodu zostały zatwierdzone przez papieża Grzegorza XV. Rytuał Piotrkowski ukazał się drukiem w 1631 roku.